# Jasse Tuominen
Jasse Tuominen, född 12 november 1995, är en finländsk fotbollsspelare som spelar för norska Tromsø, på lån från BK Häcken.

## Klubbkarriär
Den 14 mars 2017 värvades Tuominen av vitryska Bate Borisov, där han skrev på ett treårskontrakt.
Den 16 december 2019 värvades Tuominen av BK Häcken, där han skrev på ett treårskontrakt. I mars 2022 lånades Tuominen ut till norska Tromsø på ett låneavtal fram till den 31 juli.

## Landslagskarriär
Tuominen debuterade för Finlands landslag den 9 januari 2017 i en 1–0-vinst över Marocko, där han blev inbytt i den 73:e minuten mot Sakari Mattila.